# Australiani anglo-celtici
Gli australiani anglo-celtici o britannico-australiani sono i cittadini dell'Australia con origini britanniche e/o irlandesi.
Fino al 1859 2,2 milioni (73%) dei coloni liberi immigrato era britannico.
Uno studio del 1996 ha determinato il gruppo etnico in:
- 12.438.600 abitanti di origine inglese.
- 5.454.200 abitanti di origine irlandese.
- 5.393.800 abitanti di origine scozzese.
- 768.100 abitanti originari della Cornovaglia.
- 727.800 abitanti di origine gallese.
- 46.600 abitanti  originari dell'Isola di Man.

## Identità
L'emergere del nazionalismo australiano nella seconda metà del '900 ha diminuito il grado in cui gli australiani anglo-celtici si identificavano con la madrepatria, sebbene molti elementi della cultura e della vita australiana, dalla giurisprudenza al giardinaggio, sono stati trasferiti dalle tradizioni britanniche e irlandesi.

## Uso del termine
In principio il termine era usato in correlazione agli australiani di origine britanniche e/o irlandese.
Il termine riflette la composizione etno-culturale della società post-coloniale australiana.
Altri termini come Anglo, anglo-australiano, anglosassone o anglosassone-celtico sono tutti termini intercambisabili per anglo-celtici.
La parola dispregiativa skip è stata usata da alcuni gruppi etnici in Australia per riferirsi agli australiani anglo-celtici e fa riferimento al programma televisivo degli anni '60 del XX secolo Skippy, che narra le vicende di una famiglia e di un canguro chiamato Skippy.